# Rueda (Castille-et-León)
Pour les articles homonymes, voir Rueda.
Rueda est une commune de la province de Valladolid dans la communauté autonome de Castille-et-León en Espagne. Rueda en espagnol veut dire littéralement « roue », que l'on retrouve dans le blason de la commune. La commune donne son nom au vin AOC Rueda.

## Économie
Cette localité est vinicole, et fait partie de l'AOC Rueda, essentiellement obtenu à partir d'assemblages de cépages Verdejo et Sauvignon blanc. Ce vin est vinifié en vin effervescent sous l'appellation Rueda espumoso.

## Sites et patrimoine
Les édifices les plus caractéristiques de la commune sont :
- Église Santa María de la Asunción.

Église Santa María de la Asunción
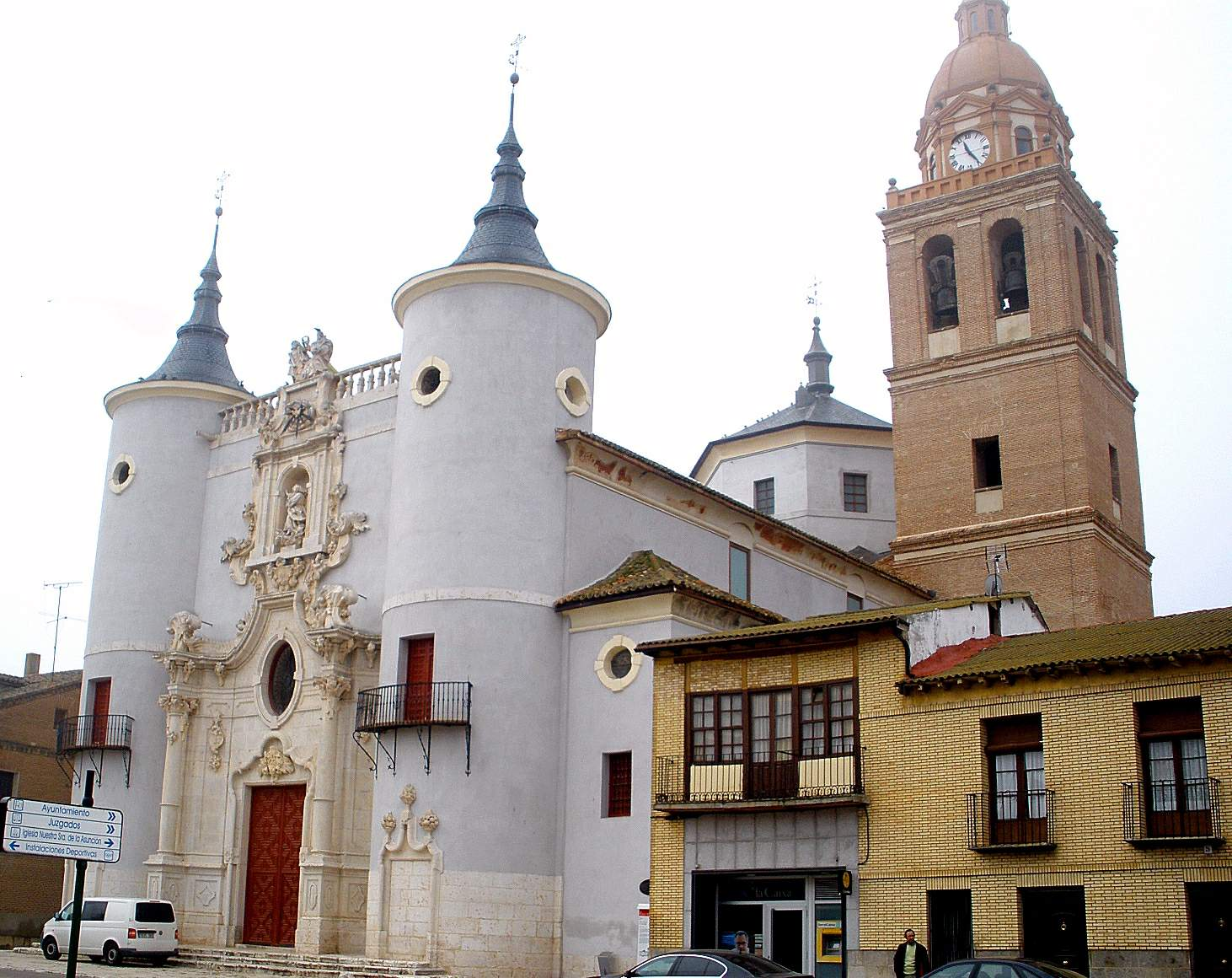
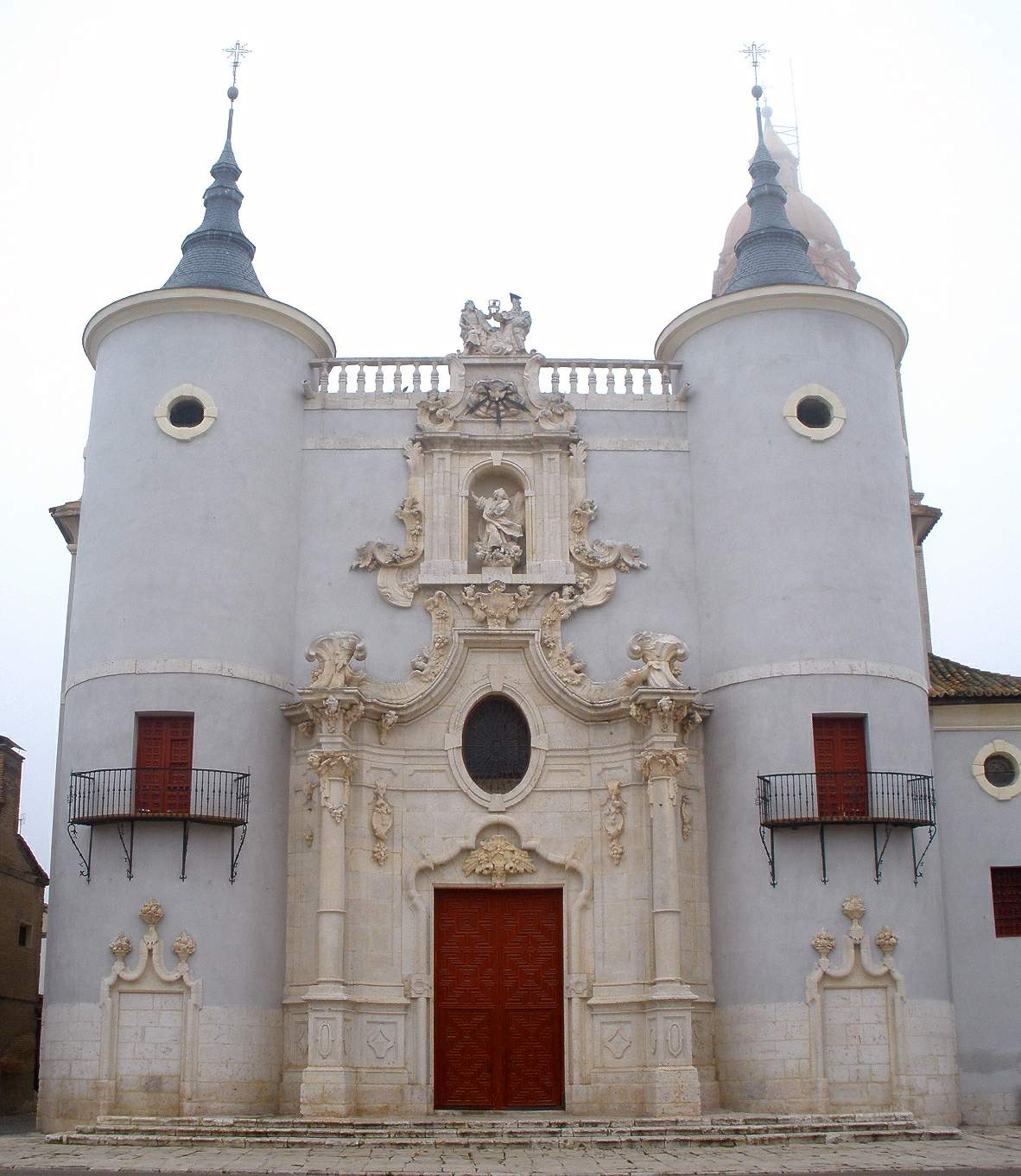
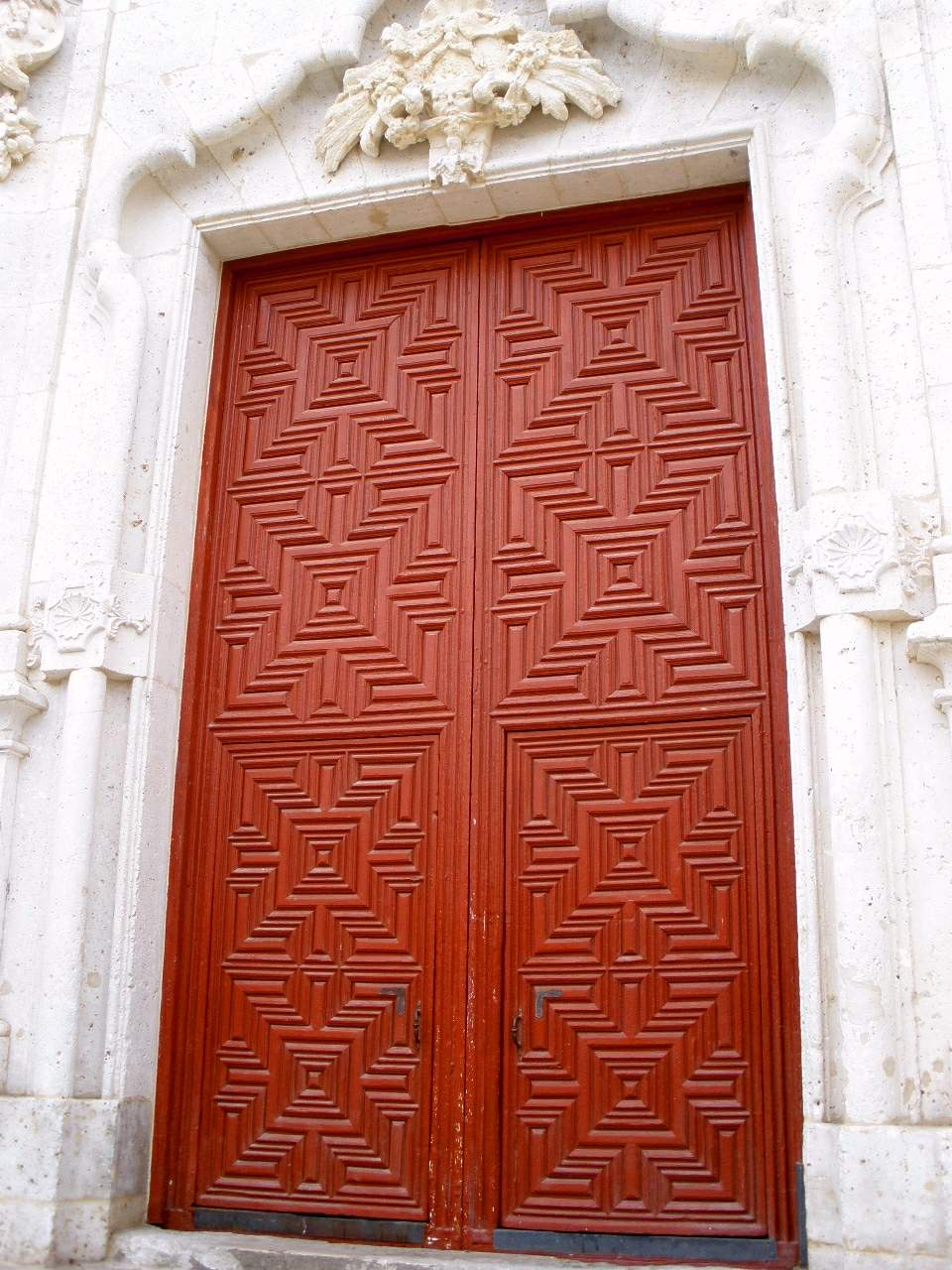
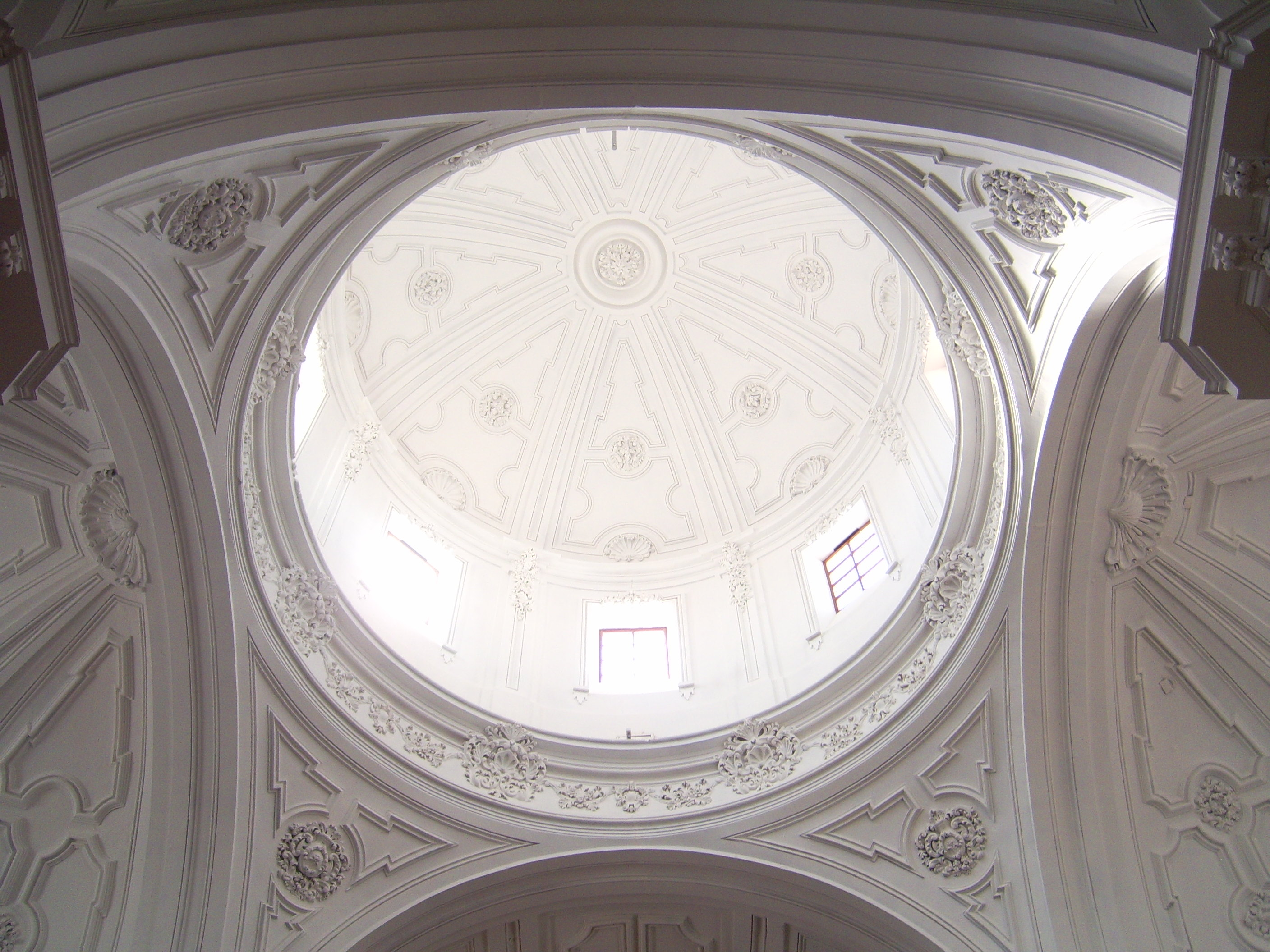

- Chapelle San José.

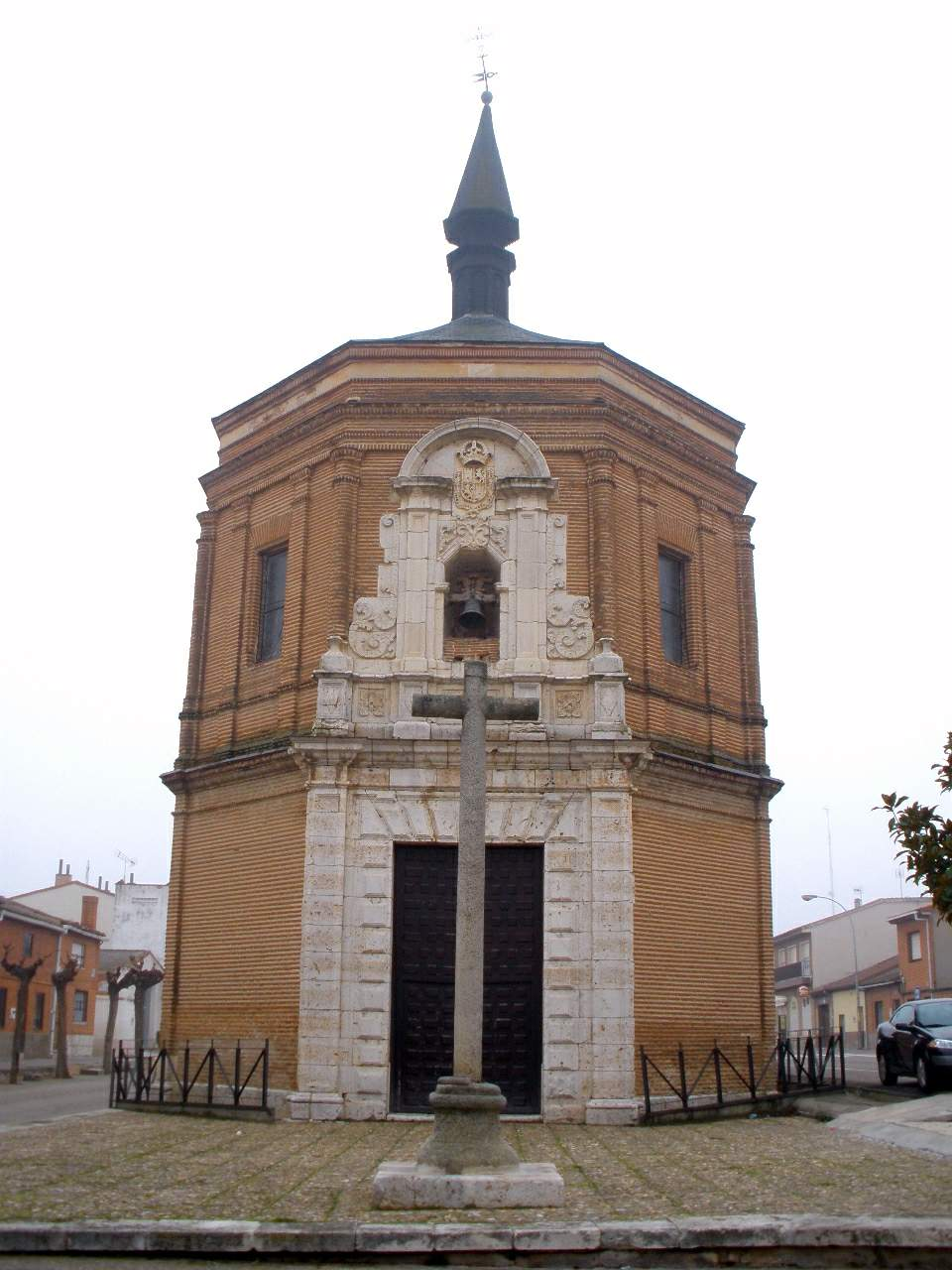
Chapelle del Cristo de las Batallas.
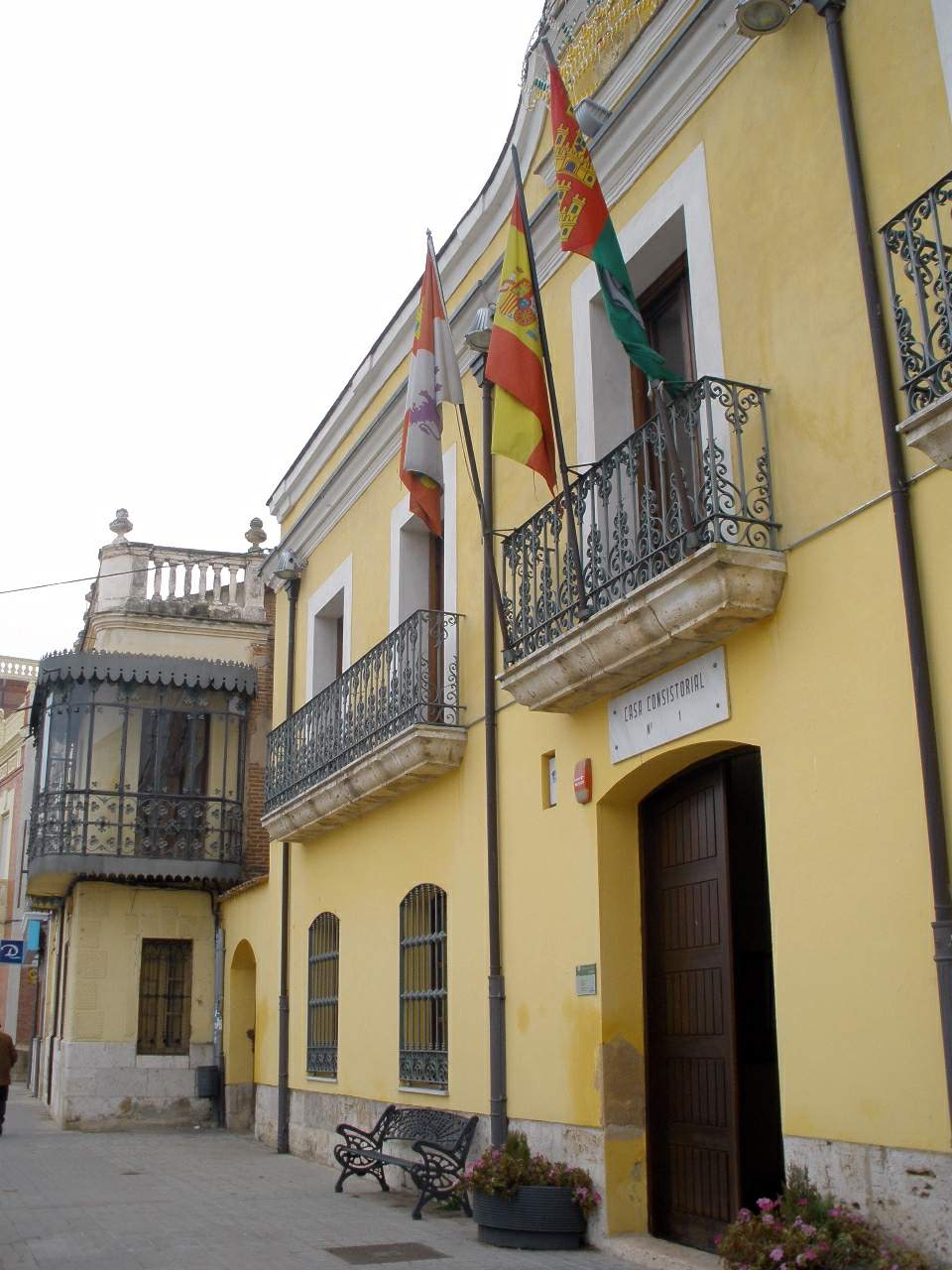
Mairie de Rueda.
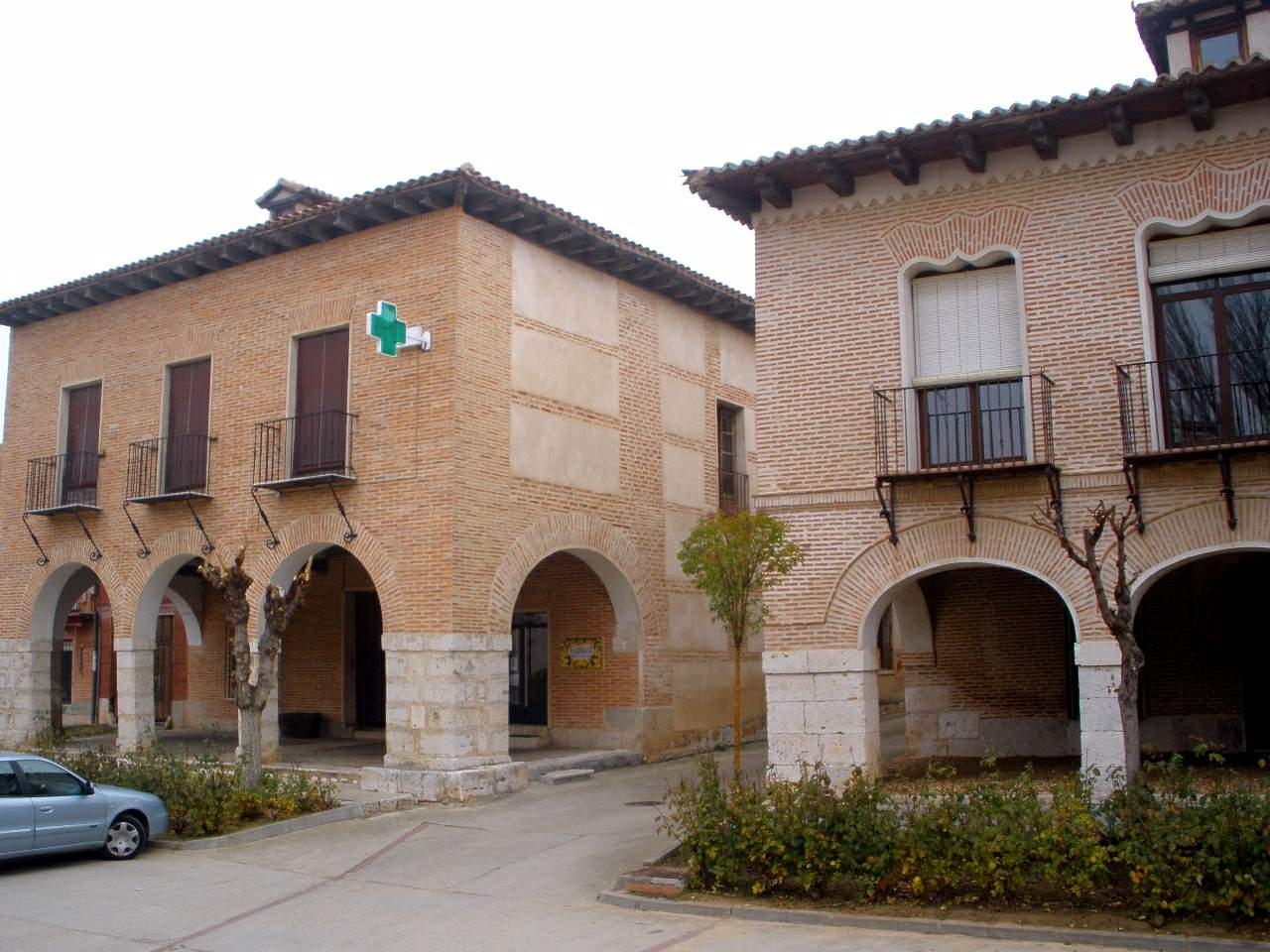
Vue de Rueda.

- Chapelle del Cristo de las Batallas.
- Mairie de Rueda.
- Vue de Rueda.